# Заместитель премьер-министра Индии
Заместитель премьер-министра Индии (англ. Deputy Prime Minister of India, хинди भारत के उप प्रधान मंत्री) — эта должность в правительстве Индии, которая не относится к конституционным; её существование не прописано в законах и не является обязательным. Должность вводят при необходимости — если надо реализовать какой-либо крупный национальный проект, или чтобы у знакового политика была ключевая должность при отсутствии министерских вакансий. Первым в должность заместителя премьер-министра Индии вступил Валлабхаи Патель в 1947 году.

## Список заместителей премьер-министров Индии
| Срок полномочий                             | Заместитель премьер-министра Индии |
| ------------------------------------------- | ---------------------------------- |
| 15 августа 1947 года — 15 декабря 1950 года | Валлабхаи Патель                   |
| 21 марта 1967 года — 6 декабря 1969 года    | Морарджи Десаи                     |
| 24 марта 1977 года — 28 июля 1979 года      | Чоудхари Чаран Сингх               |
| 24 марта 1977 года — 28 июля 1979 года      | Джагдживан Рам                     |
| 28 июля 1979 года — 14 января 1980 года     | Яшвантрао Чаван                    |
| 2 декабря 1989 года — 21 июня 1991 года     | Чоудхари Деви Лал                  |
| 29 июня 2002 года — 22 мая 2004 года        | Лал Кришна Адвани                  |